# Dankjewel
Dankjewel is een nummer van de Nederlandse zanger Guus Meeuwis uit 2015. Het is de tweede single van zijn tiende studioalbum Morgen.
Rowwen Hèze-frontman Jack Poels heeft meegeschreven aan "Dankjewel". Het vrolijke nummer werd een klein radiohitje in Nederland. Het haalde de 7e positie in de Tipparade. Ook voor de Vlaamse Ultratop 50 werd het slechts een tip.